# 好望角計畫

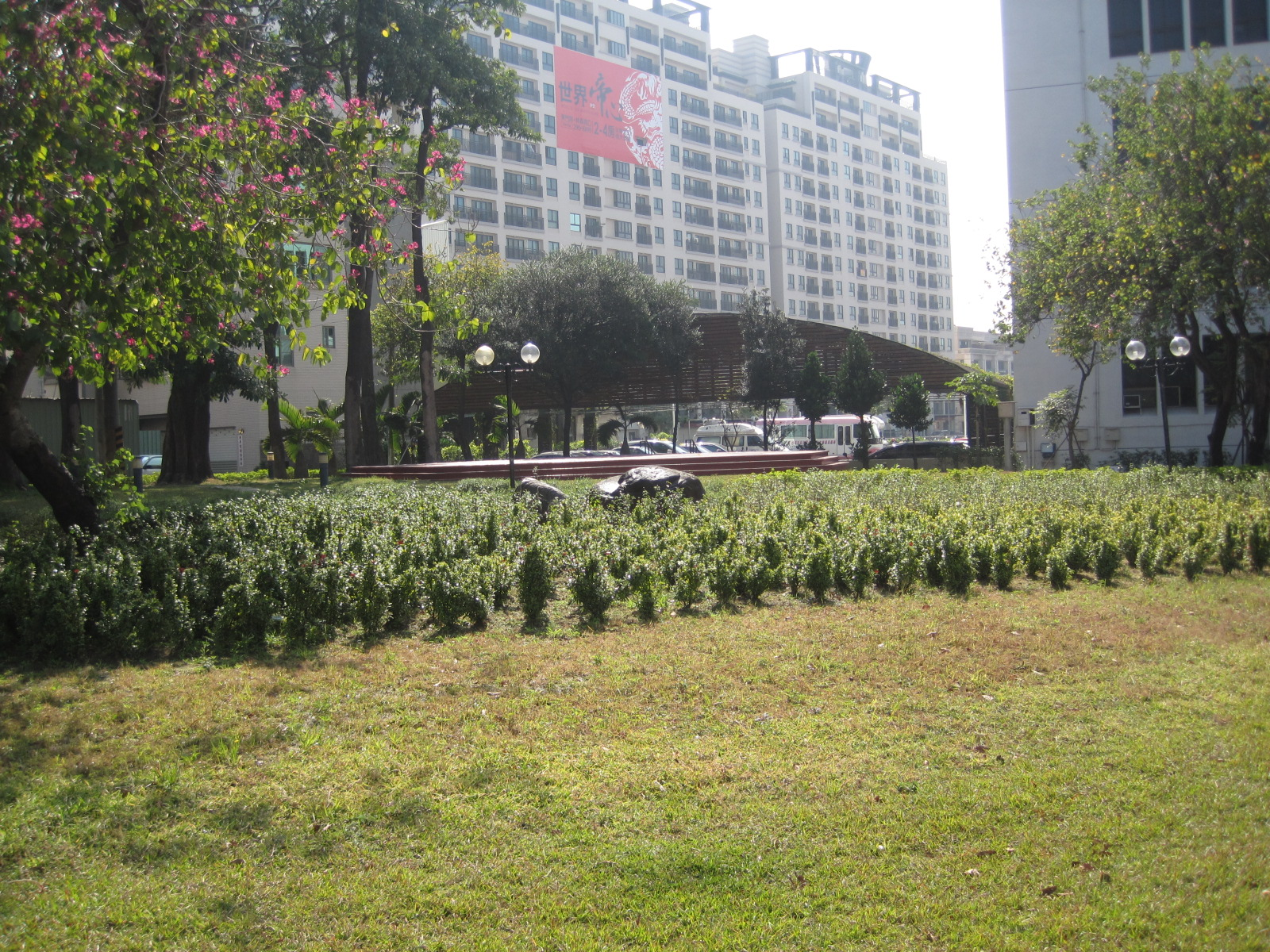
位於臺南市政府衛生局林森辦公室旁的好望角（編號東10）。

好望角計畫，係指臺灣臺南市政府於2004年起推動的一套改善市容、活用土地與社區營造的市政專案，其名稱意為城市中「景觀優美的角落」，英語為。許添財市府制定了《臺南市空地空屋管理自治條例》，鼓勵地主將閒置的空地空屋改造為綠地、簡易運動場或停車場，並結合社區營造，鼓勵社區參與維護，每年定期舉辦競賽與評比表揚。至2010年，臺南市共有近兩百座好望角，而好望角計畫也成為鄰近城市借鏡與交流的典範。好望角計畫從許添財市府開始推動，原是省轄台南市的專案；經歷五都升格後，賴清德市府將專案擴大到原臺南縣轄區，黃偉哲市府亦接棒推動之。

## 外部連結
- 台南市政府都市發展處，好望角專案計畫
- 運用Google Earth展示台南市好望角